# Bek Air
Bek Air là một hãng hàng không tại Kazakhstan, hãng hàng không được thành lập năm 1999 với tư cách là nhà điều hành máy bay kinh doanh. Vào năm 2008, Bek Air đã mua cổ phiếu tại sân bay Ak Zhol hiện là sân bay cơ sở của công ty. Bek Air đã cam kết đầu tư 10 triệu KZT mỗi tháng để xây dựng lại đường băng của sân bay trong tình trạng tồi tệ.

## Đội tàu ba

### Đội tàu bay hiện tại
Đội tàu bay của Bek Air 
bao gồm các máy bay sau vào tháng 12 năm 2019:
| Máy bay         | Đang phục vụ | Đơn hàng | Hành khách | Hành khách | Hành khách | Ghi chú                              |
| Máy bay         | Đang phục vụ | Đơn hàng | C          | Y          | Total      | Ghi chú                              |
| --------------- | ------------ | -------- | ---------- | ---------- | ---------- | ------------------------------------ |
| Fokker 100      | 8            | —        | 9          | 100        | 109        | One crashed on 27th of December 2019 |
| Irkut MC-21-300 | —            | 10       | TBA        | TBA        | TBA        |                                      |
| Tổng cộng:      | 9            | 10       |            |            |            |                                      |

## Tai nạn và sự cố
Vào ngày 27 tháng 12 năm 2019, một chiếc Fokker 100 hoạt động như chuyến bay 2100 đã bị rơi ngay sau khi cất cánh từ sân bay quốc tế Almaty, làm chết bảy trong số 100 người trên máy bay.